# 立福寺川
立福寺川（りゅうふくじがわ）は、熊本県中部を流れる坪井川水系の二級河川である。

## 地理
熊本県熊本市西区河内町東門寺付近に源を発し東流。北区立福寺町付近で西谷川に合流する。

## 流域自治体
熊本県
熊本市（西区 - 北区）

## 並行する交通
- 熊本県道101号植木河内港線

## 橋梁
- 合戸橋
- 向田橋
- 西鶴橋
- 薬師橋

## 支流
- 丸山谷川 - 熊本市西区河内町東門寺付近に源を発し、西区河内町大多尾と河内町東門寺と北区立福寺町の境界付近から立福寺川に合流する。
- 狢谷川 - 熊本市西区河内町東門寺付近に源を発し、北区立福寺町付近から立福寺川に合流する。
- 西鶴川 - 熊本市北区太郎迫町付近に源を発し、立福寺町付近から立福寺川に合流する。

## 周辺情報
- 熊本市立芳野小学校
- 熊本市立芳野中学校
- 東門寺公民館
- 横山公民館